# Nangis
Nangis ist eine französische Gemeinde mit 8.883 Einwohnern (Stand 1. Januar 2022) im Département Seine-et-Marne in der Region Île-de-France. Sie gehört zum Arrondissement Provins und ist Verwaltungssitz des Kantons Nangis.
Nangis liegt im Zentrum der Brie etwa 70 Kilometer von Paris entfernt zwischen den Flüssen Marne und Seine. Der Seine-Zufluss Almont durchquert das Gemeindegebiet.

## Geschichte
Nangis wurde 1544 von König Franz I. zur Stadt erhoben.
Am 17. Februar 1814 wurde hier eine russische Armee von François-Etienne Kellermann und Jean-Baptiste Girard geschlagen.
Seit 1998 besteht eine Jumelage mit Seelow in Brandenburg.

### Herren von Nangis
- NN, Dame de Nangis[2]⚭ Fleury de France, X wohl 1119 in der Normandie (Stammliste der Kapetinger)
- Isabelle (Elisabeth), deren Tochter, Dame de Nangis; ⚭ Guy de Marolles
  - eine namentlich nicht bekannte Schwester Isabelles war Dame de Châtel-les-Nangis
- Héloise, Tochter Isabelles, † wohl 1223, 1173 Dame de Nangis, 1179 Vicomtesse de Provins; ⚭ Pierre Britaud, † vor 1179
- Henri Britaud, † vor 1248, deren Sohn, Sire de Nangis, Vicomte de Provins
- Jean Britaud, † 1278, dessen Sohn, 1248 Sire de Nangis, 1276 Grand Panetier de France
- Philippa, 1289 Dame de Nangis; ⚭
- Bouchard de Montmorency, † 1284, 1279 Seigneur de Nangis
- Jeanne, 1305 Dame de Nangis, Tochter von Jean Britaud; ⚭ 1274 Raymond I. Sire des Baux, 2. Conte d'Avellino, 1296 Regent des Königreichs Neapel-Sizilien, X 1321

## Verkehr
Nangis hat einen Haltepunkt an der Bahnstrecke Paris–Mulhouse.

## Sehenswürdigkeiten
Siehe auch: Liste der Monuments historiques in Nangis
- Kirche Saint-Martin (13. Jahrhundert)

## Persönlichkeiten
- Eugène Benoist (1831–1887), Altphilologe
- Adrien Jean-Baptiste du Bosc (1760–1851), General der Pioniere